# Böda Skogsjärnväg
Böda Skogsjärnväg är en museijärnväg på norra Öland. Banan som är 4,2  km lång och en smalspårsbana med spårvidden 600 mm, trafikerar sträckan Fagerrör–Trollskogen i Böda kronopark en bit norr om orten Böda. I Fagerrör finns lokstall och stationshus. Ibland trafikeras sträckan med ånglok, i övrigt motorlok.
Banan drivs av Museiföreningen Böda Skogsjärnväg, som bildades 21 juli 1974 med avsikt att återuppbygga och trafikera den norra delsträckan av Grankulladpåret efter den nedlagda skogsjärnvägen, samt bevara föremål och i drift visa lok och vagnar från den gamla skogsjärnvägsepoken 1908–1959 i kronoparken.
Den ursprungliga industrijärnvägen med ett spårsystem på 28 kilometer med huvudspår mellan Böda och Nabbelund, anlades 1909 för timmertransportrr från Böda kronopark till ett ångsågverk i Nabbelund. Järnvägen hade de två ångloken Mormor och Farmor, ett större diesellok, ett hundratal timmertruckar och ungefär 50 dressiner. Banan lades ned 1959, varefter rälsen revs upp.
Av föreningens två ånglok, Mormor och Karolina (det sistnämnda från numer nedlagda Sollentuna Enskilda Järnväg), är för närvarande[när?] Karolina avställt för renovering på grund av underkänd ångpanna. I april 2008 erhöll föreningen 100 000 kr i bidrag från Riksantikvarieämbetet för att kunna åtgärda ångloken och i september 2012 provkördes originalloket Mormor från kronoparkstiden för första gången med sin nya ångpanna.

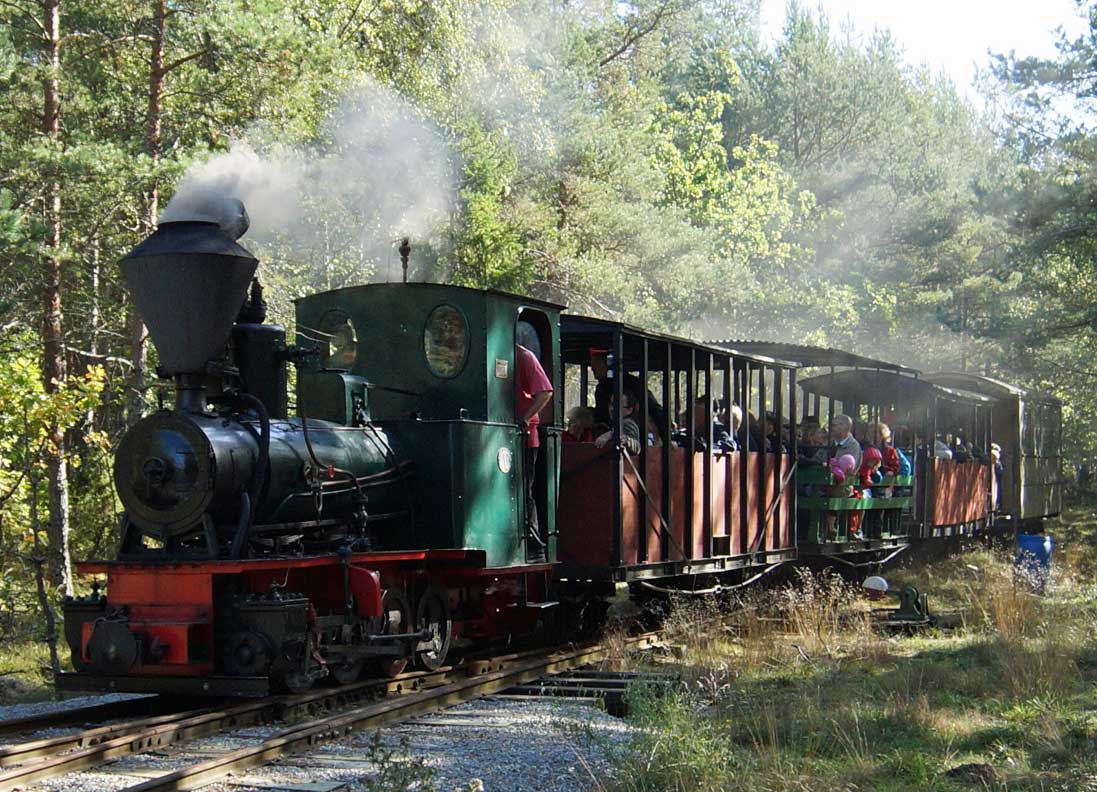
Tåg draget av loket Mormor 2014.

Mormor tillverkades av Lokomotiv und Dampfkesselfabrik L Zobel 1910 och köptes av Domänverket för Böda kronopark. Hon var i tjänst 1910–1959, varefter hon var utställd i Nässjö hembygdspark till 1970. Hon återkom till Böda 1990 efter 20 år i Ohsabanans ägo som OSJ nr 1. Det har fyra axlar och en tjänstevikt på 8 ton och tillverkningsnummer 118/1910.

## Bildgalleri

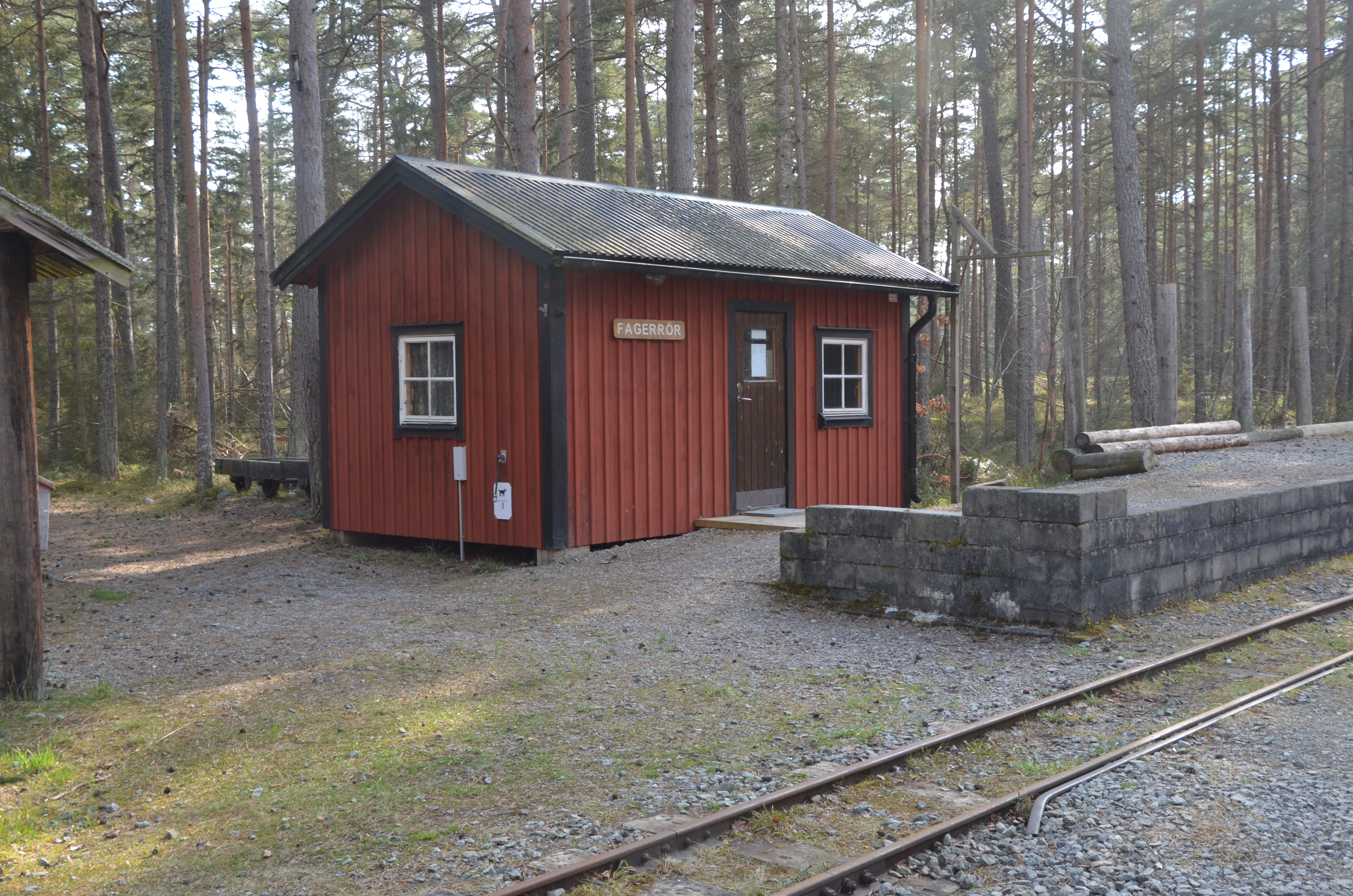
Fagerrörs station